# Bolton
Bolton é uma cidade do condado metropolitano de Grande Manchester, a noroeste da Inglaterra, no Reino Unido. Sua população total era de 139.403 habitantes.
Historicamente pertencente ao condado de Lancashire, Bolton ganhou relevância durante o século XIX como cidade industrial, com moinhos, fábricas têxteis de algodão e manufaturas. Em seu auge concentrava as maiores manufaturas algodoeiras do mundo.
É a cidade natal do vocalista e guitarrista  Danny Jones, da banda McFly, vocalista e guitarrista Tom Parker, da banda The Wanted, da cantora Annie Haslam, da banda de rock progressivo Renaissance e também do baterista Lewi Morgan, da banda Rixton.

## Esporte
O clube de futebol da cidade, leva o nome da mesma e disputou a 1ª divisão inglesa por vários anos.